# Cabella Ligure
Cabella Ligure é uma comuna italiana da região do Piemonte, província de Alexandria, com cerca de 641 habitantes. Estende-se por uma área de 46,78 km², tendo uma densidade populacional de 14 hab/km². Faz fronteira com Albera Ligure, Carrega Ligure, Fabbrica Curone, Mongiardino Ligure, Ottone (PC), Rocchetta Ligure, Zerba (PC).

## Demografia
| Variação demográfica do município entre 1861 e 2011                               |
|                                                                                   |
| Fonte: Istituto Nazionale di Statistica (ISTAT) - Elaboração gráfica da Wikipedia |